# Теодор (узурпатор)
Вижте пояснителната страница за други личности с името Теодор.
Теодор (на латински: Theodorus; † 371, Антиохия на Оронт) e римски узурпатор през 371 г. в Антиохия на Оронт против император Валент.
Теодор е гал и secundicerius notariorum (вицеканцлер) в двореца на Валент в Антиохия на Оронт. Там той прави опит през 371 г. с помощта на магии да се възкачи на трона. Амиан Марцелин описва майестетския процес, на който Теодор е осъден и екзекутиран като узурпатор. След това в гръцкия Изток започва преследване на езичниците.